# Сеньора-ди-Оливейра
Сеньора-ди-Оливейра (порт. Senhora de Oliveira) — муниципалитет в Бразилии, входит в штат Минас-Жерайс. Составная часть мезорегиона Зона-да-Мата. Входит в экономико-статистический микрорегион Висоза. Население составляет 6052 человека на 2006 год. Занимает площадь 169,804 км². Плотность населения — 35,6 чел./км².

## История
Город основан 12 декабря 1953 года.

## Статистика
- Валовой внутренний продукт на 2003 год составляет 16 449 903,00 реалов (данные: Бразильский институт географии и статистики).
- Валовой внутренний продукт на душу населения на 2003 год составляет 2804,76 реалов (данные: Бразильский институт географии и статистики).
- Индекс развития человеческого потенциала на 2000 год составляет 0,654 (данные: Программа развития ООН).